# Джемини-11
Джемини-11 — американский пилотируемый космический корабль. Девятый пилотируемый полёт по программе Джемини.

## Экипажи[1]

### Основной экипаж
- Чарльз Конрад (англ. Charles Conrad) — командир (2)
- Ричард Гордон (англ. Richard Gordon) — пилот (1)

### Дублирующий экипаж
- Нил Армстронг (англ. Neil Armstrong) — командир
- Уильям Андерс (англ. William Anders) — пилот

## Задачи полёта
Основной целью полёта являлось сближение и стыковка с мишенью Аджена-XI, а также отработка систем автоматической посадки. Второстепенные задачи включали 11 различных экспериментов и 1 выход в открытый космос.

## Полёт

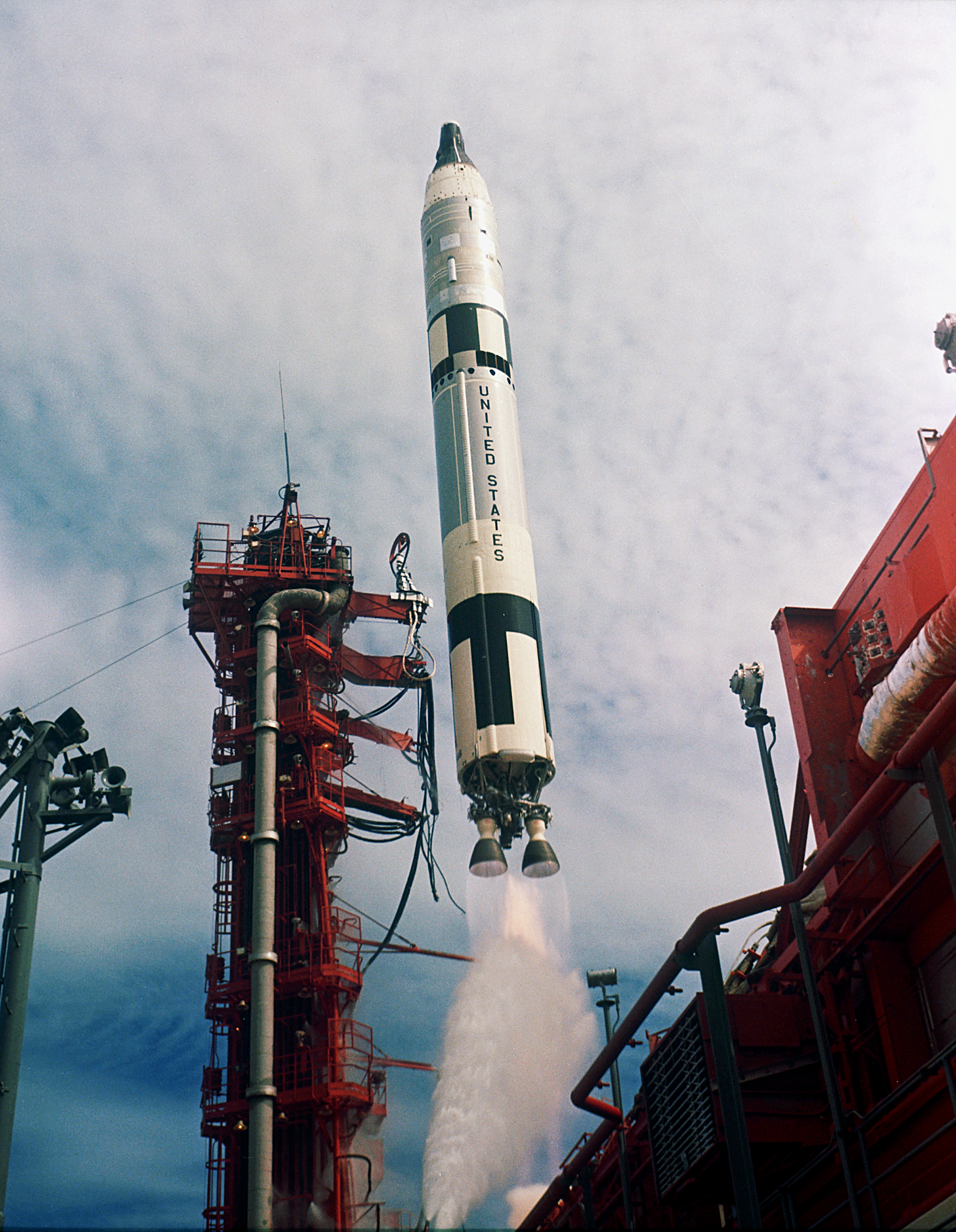
Старт ракеты «Titan II GLV» с кораблём «Джемини-11»

Запуск — 12 сентября 1966 года, в 09:42.
Продолжительность полёта: 2 суток 23 часа 17 минут. Максимальная высота орбиты — 1372 км. Корабль совершил 44 витка вокруг Земли.
Программа полёта выполнена полностью. Сближение с мишенью Аджена-XI произошло на первом витке. После стыковки Гордон произвёл выход в открытый космос, в ходе которого прикрепил 30-метровый трос к кораблю «Джемини» и корпусу «Аджены». Выход досрочно прекращён из-за крайнего утомления астронавта. Соединённая тросом связка «Джемини» — «Аджена» была приведена во вращение. С помощью двигателей «Аджены» апогей орбиты поднят на рекордную высоту: 1372 км. В ходе полёта проводились многочисленные эксперименты. Была успешно осуществлена первая посадка в автоматическом режиме.
Посадка — 15 сентября 1966 года. Корабль приводнился в 4,9 км от расчётной точки. Экипаж был подобран американским военным кораблём USS Guam через 24 минуты после приводнения.

## Параметры полёта
- Масса корабля: 3798 кг
- Апогей: 1372 км
- Средняя высота орбиты: 1368,9 км
- Наклонение: 28,83°
- Количество витков: 44